# 崔宇革
崔宇革（韓語：최우혁，1985年10月28日—），韓國男演員。

## 演出作品

### 電視劇
- 1998年：KBS《王與妃》飾 朝鮮中宗李懌（童年）
- 2000年：KBS《秋日童話》飾 俊熙（童年）
- 2002年：SBS《玻璃鞋》飾 張在赫（童年）
- 2009年：KBS《千秋太后》飾 高麗成宗王治（少年）

### 電影
- 1993年：《他想要去到那個海島》
- 1996年：《七惡童》
- 1998年：《情事》
- 2002年：《品行不良》